# LEGO Worlds
 Ikke at forveksle med Lego World.
Lego Worlds et sandkassespil fra 2015 lavet af LEGO, udviklet af TT Games og udgivet af Warner Bros. Interactive Entertainment. Spillet minder om grundprinciperne i Minecraft, spillet giver spillerne mulighed for at opbygge konstruktioner i en tredimensionel openworld-verden. En beta-version af spillet blev udgivet den 1. juni 2015 Steam early access.

## Gameplay
Lego Worlds er et sandkasse videospil, der tillader spilleren at bygge en verden, der består af legoklodser.  Spillere kan skabe deres egen verden ved hjælp af foruddefinerede Lego strukturer eller ved hjælp af "brick-by-brick editor tool". Spillernes optrædener og outfits er også tilpasses i spillet. Terræn og miljø kan ændres via værktøjer. En række køretøjer, såsom biler, og skabninger elller dyr, så som drager og heste vil også være tilgængelige i spillet. En multiplayer-funktion og funktioner til at kunne dele sine verdener er også indstillet til at blive tilføjet til spillet ved senere opdateringer.

## Udvikling
Spillet blev officielt udgivet den 1. juni 2015, med en Early Access-version, udgivet for at tillade Steams fællesskab at give feedback til løbende forbedringer og integration af ekstra indhold over tid.